# VV Nieuwe Niedorp
VV Nieuwe Niedorp is een Nederlandse amateurvoetbalclub uit Nieuwe Niedorp. Het eerste elftal van de club speelt in de zondag Vijfde klasse A van het KNVB district West I (2020/21).

## Geschiedenis
De club ontstond op 1 oktober 1920 uit een fusie van de clubs NVC en DTS en droeg aanvankelijk de naam NVV (Niedorpsche Voetbal Vereniging). De club speelt zijn eerste competitiewedstrijden vanaf eind 1921. Dit gebeurt dan bij de net opgerichte Westfriesche Voetbalbond. In het eerste seizoen wordt NVV ongeslagen kampioen van de Eerste klasse, wat op dat moment het hoogste niveau is van de bond.
Als in 1925 de Westfriesche Voetbalbond wordt opgeheven verhuist NVV naar de Noordhollandsche Voetbalbond. Na drie seizoenen is de club vanuit de Derde klasse naar de Eerste klasse gepromoveerd, wat op dat moment het hoogste niveau is bij de Noordhollandsche Voetbalbond. Het duurt echter tot 1934 voordat de club weer promoveert. NVV promoveert dan naar de Vierde klasse van de KNVB. Op last van de KNVB moet de club in dit eerste seizoen zijn naam veranderen. Er wordt gekozen voor Nieuwe Niedorp. De letters VV (Voetbal Vereniging) voor de naam volgen jaren later pas.
De club blijft tot en met het seizoen 1949/50 in de Vierde klasse van de KNVB spelen. Hierna volgt degradatie naar de Eerste klasse van de Noordhollandsche Voetbalbond. Op dit niveau blijft de club uiteindelijk 16 seizoenen spelen, waarna het degradeert naar de Tweede klasse. In de jaren daarna tot en met het seizoen 1987/88 speelt de club afwisselend in de Eerste en Tweede klasse van de Noordhollandsche voetbalbond. Hierna daalt de club af naar het laagste niveau van de bond: de Derde klasse. De club blijft hierin spelen tot de opheffing van de Noordhollandsche Voetbalbond na het seizoen 1995/96. Echter doordat de Derde klasse het laagste niveau was komt de club in het seizoen erna uit in de Achtste klasse van de KNVB. Op dat moment is dat ook het laagste niveau in Noord-Holland. Doordat het aantal districten bij de KNVB van 9 naar 6 worden teruggebracht, de Achtste klasse wordt opgeheven en VV Nieuwe Niedorp tevens in het seizoen 2000/01 bij de beste helft van de competitie behoort mag de club in het seizoen 2001/02 uitkomen in de Zesde klasse. Na 3 seizoenen weet de club hierin kampioen te worden zodat ze in 2004/05 in de Vijfde klasse kan uitkomen. De jaren die volgen blijft de club in de Vijfde klasse spelen; in het seizoen 2012/13 en vanaf 2014/15 weet de club na 63 jaar de Vierde klasse van de KNVB weer te bereiken.

## Competitieresultaten 1922–2018
| 1 |

| 1 |

| 2 |

| 2 |

| 4 3C |

| 3 2C |

| 1 2C |

| 6 1A |

| 4 1C |

| 4 1C |

| 3 1C |

| 3 1C |

| 1 1D |

| 4 4A |

| 5 4A |

| 4 4A |

| 10 4A |

| 7 4A |

| 4 G |

| 10 4A |

| 2 4B |

| 6 4A |

| 8 4A |

|  |

| 9 4A |

| 8 4A |

| 9 4B |

| 7 4A |

| 9 4A |

| 9 1B |

| 4 1C |

| 4 1C |

| 6 1C |

| 11 1C |

| 7 1C |

| 11 1B |

| 9 1C |

| 8 1C |

| 7 1B |

| 4 1B |

| 6 1C |

| 5 1B |

| 6 1C |

| 4 1C |

| 12 1B |

| 2 2C |

| 1 2B |

| 9 1B |

| 11 1A |

| 3 2A |

| 5 2A |

| 5 2B |

| 2 2B |

| 1 2A |

| 6 1A |

| 3 1B |

| 5 1A |

| 5 1A |

| 7 1A |

| 5 1A |

| 8 1A |

| 12 1A |

| 1 2B |

| 7 1B |

| 5 1B |

| 12 1A |

| 11 2A |

| 8 3A |

| 5 3A |

| 11 3A |

| 4 3B |

| 6 3B |

| 7 3B |

| 9 3B |

| 3 3B |

| 9 8B |

| 9 8A |

| 5 8A |

| 5 8A |

| 4 8A |

| 5 6C |

| 3 6A |

| 1 6A |

| 10 5A |

| 9 5A |

| 7 5A |

| 3 5A |

| 8 5A |

| 8 5B |

| 7 5A |

| 5 5A |

| 14 4A |

| 2 5A |

| 13 4A |

| 10 4A |

| 13 4A |

| 11 4B |

| - 5A |

| Vierde klasse | Vijfde klasse | Zesde klasse | Eerste klasse NHVB | Tweede klasse NHVB | Achtste klasse | Derde klasse NHVB | Hoofdklasse WFVB | Eerste klasse WFVB | Noodcompetitie |

Opmerking: Club heette tot en met het seizoen 1933/34 NVV
In elke staaf van de grafiek staat van boven naar beneden vermeld: 
- Eindnotering

Dit is de positie die de club heeft bereikt in de competitie, zonder eventuele beslissings-, play-off- of nacompetitiewedstrijden die nodig zijn geweest om bijvoorbeeld de kampioen van de competitie te bepalen.
Indien een * achter het getal staat is de notering een tussenstand en kan het zijn dat de notering niet overeenkomt met de uiteindelijke eindstand van de competitie.
Staat er een - dan is het seizoen nog bezig en is er geen definitieve uitslag bekend.
Staat er xx op de positie van de notering, dan heeft de club vroegtijdig de competitie verlaten. Dit kan onder andere komen door terugtrekking van het team, faillissement van de club of door een uitgedeelde straf van de KNVB. In veel gevallen staat elders in het artikel de reden vermeld.
Staat er een ? dan is het resultaat uit het verleden onbekend, en is alleen de competitie of het niveau bekend van dat seizoen.
In de seizoenen 2019/20 en 2020/21 werd wegens de coronacrisis het amateurvoetbal afgebroken. Daardoor kennen deze staven geen eindklassering (middels -- weergegeven).
- Competitieniveau en afdelingsletter of Officiële eindstand Eredivisie
  - Competitieniveau en afdelingsletter

Hierbij geeft het getal het niveau weer, dat ook terug te vinden is in de legenda. De letter is de afdelingsaanduiding en wordt gebruikt wanneer er meer afdelingen zijn op hetzelfde niveau. De afdelingsletter is altijd een hoofdletter en wordt meestal zonder nummer gebruikt.
Voorbeeld: 2F is niveau 2e klasse competitie F.
Het competitieniveau en nummer wordt niet vermeld wanneer er slechts één competitie van dit niveau was.
  - Officiële eindstand Eredivisie (getal staat tussen haakjes vermeld)

Sinds de introductie van play-offwedstrijden voor Europees voetbal na afloop van de reguliere competitie in 2005/06, is de KNVB verplicht een eindstand van de Eredivisie door te geven aan de UEFA aan de hand van deze play-offwedstrijden.
Bij deze eindstand staan clubs die zich hebben gekwalificeerd voor Europees voetbal hoger dan clubs die zich niet wisten te kwalificeren. Indien er geen verschil was tussen de eindnotering en de officiële eindstand, staat dit getal niet vermeld.

- Onderafdeling

Hier staat afgekort de naam van de onderafdeling indien de club in dat jaar in een onderafdeling uitkwam. Tevens staat deze afkorting in de legenda en wordt gelinkt naar het artikel over deze onderafdeling. Deze afkorting wordt alleen vermeld wanneer de club in het verleden in verschillende onderafdelingen heeft gespeeld. Deze vermelding is in de staaf altijd in kleine letters. Deze onderafdelingen zijn na het seizoen 1995/96 afgeschaft. Heeft de club in slechts één onderafdeling gespeeld, dan is dit alleen terug te vinden in de legenda.
Onder de staaf staat het jaartal vermeld waarin het seizoen is afgesloten. 15 verwijst naar het seizoen 2014/15 of eventueel het seizoen 1914/15.
Wanneer een staaf leeg is, zijn deze gegevens niet bekend. Het kan ook zijn dat de club dat seizoen niet heeft meegespeeld op het hogere amateurniveau, vroegtijdig de competitie heeft verlaten of uit de competitie is gezet.

In het seizoen 1944/45 was er wegens de Tweede Wereldoorlog geen regulier competitievoetbal.